# 2-es villamos (Debrecen)
A debreceni 2-es jelzésű villamos a Nagyállomás és a Doberdó utca végállomások között közlekedik 2014. február 26-ától. Két végállomása közül csak a Nagyállomás üzemel valódi végállomásként.

## Története
1975-ig a város villamosvonal-hálózatának mindegyik szárnyvonalát felszámolták. A rendszerváltást követően felerősödtek a villamosközlekedés fejlesztését sürgető nézetek, amelynek nyomán 1999–2000-ben fogalmazódott meg egy új villamosvonal megépítésének gondolata. A megvalósulása Magyarország Európai Uniós csatlakozásával került belátható közelségbe. Az első tanulmányterv a lehetséges nyomvonalról 2000-ben készült el.
A 2006-ban megtartott közvélemény-kutatáson a megkérdezettek 93%-a támogatta az új villamos létesítését. Ebben az évben a tervek is elkészültek. 2008. szeptember 11-én írták alá a program hazai kormányzati támogatási szerződését, 2008. december 19-én pedig az Európai Bizottság – elsőként a magyar nagy-projektek közül – jóváhagyta a 2-es villamosvonal kiépítésének uniós támogatását. A projekt nettó költsége 18 milliárd forint volt, amelyből 80%-ot az Európai Unió támogatása tett ki. 2010. március 11-én bejelentették, hogy az „ATK-Debrecen Konzorcium” (tagjai: Arcadom Zrt. vezette a konzorciumot, a Keviép Kft. és a Tóth T.D. Fővállalkozói és Mérnökiroda Kft.) építheti Debrecen új villamosvonalát nettó 7,5 milliárd forintért.
A munkaterület ünnepélyes átadására 2010. szeptember 15-én került sor. Az eredeti határidő 2011. december 31. volt. A munkák azonban hamarosan leálltak. 2012. november elején bejelentett megállapodás értelmében a villamospálya befejezésének legújabb határideje 2013. december 20. lett, a remíznek pedig az első villamoskocsi megérkezéséig, 2013. március 18-ig kellett volna elkészülnie. A város 600 millió forintot kifizetett a kivitelezőnek, hogy rendezze az alvállalkozók felé fennálló tartozását. A munkaterületen azért nem folyt a kivitelezés, mert ekkor még nem zajlott le az új villamosokra kiírt, majd többször megismételt járműtender, így az önkormányzat nem tudott pontos adatokkal szolgálni arról, hogy például mekkora remíz kell, illetve milyen ívet kell kialakítani a pálya kanyarulataiban. A sikeres járműtendert 2011. október 11-én aláírták, de utána sem indult meg az építkezés. Az Arcadom Zrt. A Hunyadi utca és Békessy Béla utca között felásta az utakat majd kijelentette, hogy csak akkor építi tovább a villamost, ha kapnak még pénzt. Ekkor több éven át csak gödrök voltak a leendő villamosvonal helyén. Az építkezés 2013 elején indult el, amikor a Keviép Kft. vette át a vezetést az építkezésben.
2014. február 26-án 10 órakor megtörtént a hivatalos átadás, megkezdődött a tesztüzem. Az összesen (oda-vissza) 10,5 km hosszú villamosvonal 4 év alatt készült el. A 2-es villamosvonal 2014. február 26-a óta működik üzemszerűen.

## Járművei
A villamosvonalra új villamos szerelvényeket vett a DKV. A 18 új, CAF Urbos 3 típusú villamosjárművet a 2011. július 29-én kihirdetett nyertes ajánlattevő, a spanyol CAF cég szállította, amely cég már több európai nagyvárosba (Zaragoza, Sevilla, Bilbao, Nantes, Stockholm) és Budapestre is szállított hasonló járműveket. A 2-es vonalon csúcsidőben 10-12 db kocsi közlekedik, így az 1-es vonalra is jut belőlük. A 18 darab azonos típusú, új gyártású villamos utasterében egyterű, utastéri állóhelyi alapterületén teljesen alacsony padlómagasságú, normál nyomtávolságú, maximum 32,5 méter hosszú, 2650 milliméter névleges szélességű, teljesen légkondicionált, 600 volt névleges egyenfeszültséggel működő, kétirányú, közúti csuklós villamos jármű. Egy jármű 221 utas elszállítására alkalmas. A beruházás összértéke mintegy 17,6 milliárd forint.
A CAF Urbos 3 villamosokon kívül nagyon ritkán felbukkanhatnak KCSV6 típusú villamosok is.

## Forgalomirányítási változások
A vonal üzembeállításával új vonalhálózat és menetrend lépett életbe. A 31-es és a 32-es buszok a két járat forgalmát átvevő villamos elindulása után három nappal, 2014. március 1-én szűntek meg. A helyi flottából emiatt feleslegessé váló 16 darab Volvo Alfabusz Civis 12 típusú autóbusz Budapestre került, ahol 2023-ig közlekedtek. A tulajdonosuk az Inter Tan-Ker Zrt. maradt, a BKV-nak adták bérbe a járműveket.

## Áramellátás
Mint a legtöbb európai villamos, ez is 600 V-os egyenárammal működik. A + polaritást a felsővezetékből, a - polaritást  pedig a sínből kapja. A 2-es villamos előtt a DKV-nak csak 1 transzformátora (áramátalakítója) volt, ami a Nagyállomás és a Salétrom utcai telephely között helyezkedett el. A projekt keretében Európai Uniós támogatással ezt felújították és építettek egy másik transzformátorházat is a Károlyi Mihály utcára. Ezt a Bolyai utcán és az Egyetemtéren át hozzákötötték az 1-es villamos áramellátási hálózatához. Az összekötő vezeték a Medgyessy sétány nevű megálló előtti kapcsolószekrényhez fut.

## Útvonala

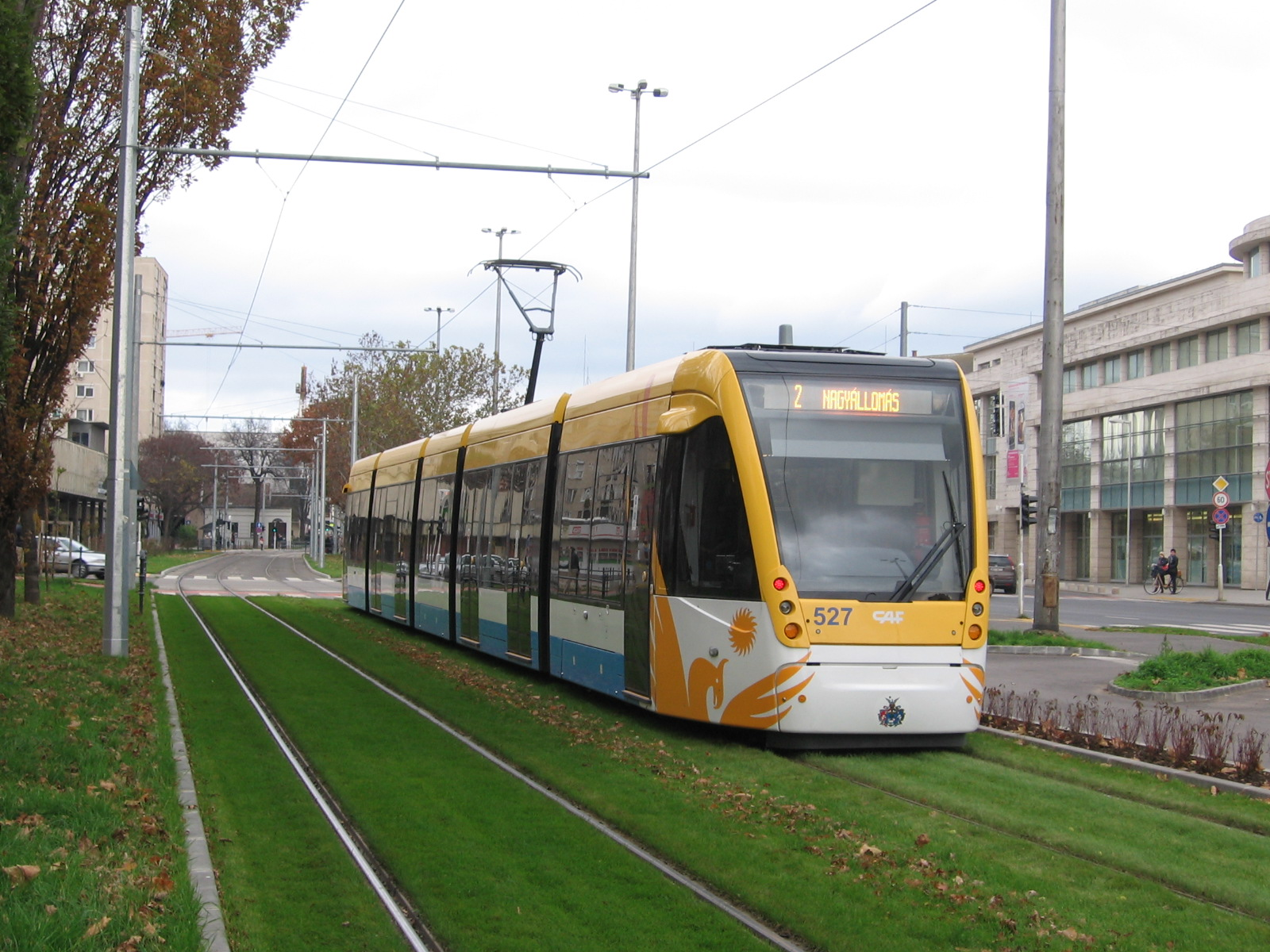
Villamos a Hunyadi János utcán

A villamos pályája a Piac utcától a Doberdó utcáig vezet körülbelül 8,8 kilométer hosszan. A Nagyállomás és a Debrecen Plaza közötti szakaszon az 1-es viszonylattal közös pályán közlekedik. A Kálvin téri megállónál ágazik le róla, majd a Hunyadi János utca - Mester utca - Csemete utca - Dózsa György út - Nádor utca - Thomas Mann utca - Mikszáth Kálmán utca útvonalon keresztül jut el az Újkerti lakótelep északi szélén elhelyezkedő Doberdó utcai végállomásához, amely az 1-es vonalhoz hasonlóan hurokvégállomás.
|  |  |  |  |

|  |  |  |  |

|  |  |  |  |

|  |  |  |  |

|  |  |  |  |

|  |  |  |  |

|  |  |  |  |

|  |  |  |  |

|  |  |  |  |

|  |  |  |  |

|  |  |  |  |

|  |  |  |  |

|  |  |  |  |

|  |  |  |  |

|  |  |  |  |

|  |  |  |  |

|  |  |  |  |

|  |  |  |  |

|  |  |  |  |

|  |  |  |  |

|  |  |  |  |

|  |  |  |  |

|  |  |  |  |

|  |  |  |  |

|  |  |  |  |

|  |  |  |  |

|  |  |  |  |

|  |  |  |  |

|  |  |  |  |

|  |  |  |  |

|  |  |  |  |

|  |  |  |  |

|  |  |  |  |

|  |  |  |  |

|  |  |  |  |

|  |  |  |  |

|  |  |  |  |

|  |  |  |  |

|  |  |  |  |

|  |  |  |  |

|  |  |  |  |

|  |  |  |  |

## Megállóhelyei
| 0  | Nagyállomás végállomás                                 | 24 | 1 10, 10A, 10Y, 14, 14I, 16, 18, 18Y, 21, 30, 30A, 30I, 30N, 37, 39, 42, 42A, 43, 44, 46, 46E, 46EY, 46H, 46Y, 47, 47Y, 48, 49, 49A, 49D, 49Y, 146, A1, Airport1 5, 5A Helyközi buszok S506 sebesvonat, gyorsvonat, IC, EC, expresszvonat | Nagyállomás, Petőfi tér                                             |
| 1  | Vásáry István utca                                     | 21 | 1 14, 42, 42A, Airport2 |                                                                     |
| 3  | Szent Anna utca                                        | 20 | 1 14, 42, 42A, A1, Airport2 | Apolló mozi, Hajdú-Bihar Vármegyei Kormányhivatal                   |
| 4  | Városháza                                              | 19 | 1 3, 3A, 4 14, 19, 25, 25Y, 41, 41Y, 42, 42A, 45, 125, 125Y, A1, Airport2 | Kossuth tér, Városháza, Kistemplom és a közelben a Csokonai Színház |
| 6  | Kossuth tér                                            | 17 | 1 | Nagytemplom, Kossuth tér, MÁV központi forgalomirányító (KÖFI)      |
| 8  | Kálvin tér                                             | 16 | 1 11, 14I, 15, 15Y, 24, 24Y, 43 | Tanítóképző Főiskola, Debrecen Plaza, Fórum                         |
| 6  | Kölcsey Központ (Hunyadi János utca)                   | 14 | 11, 14, 14I, 15, 15Y, 22, 22Y, 24, 24Y, 33, 33Y, 43, Airport2 | Debrecen Plaza, Kölcsey Központ és a közelben a Déri Múzeum         |
| 7  | Csemete utca                                           | 12 | 11, 12, 14, 14I, 15, 15Y, 43, Airport2 |                                                                     |
| 10 | Dózsa György utca                                      | 10 | 12, Airport2 |                                                                     |
| 11 | Nádor utca                                             | 9  | 12, 21, 23, 33, 33Y, A1, Airport2 | Malompark bevásárlóközpont                                          |
| 14 | Szent László Görögkatolikus Gimnázium                  | 7  | 12, 23, Airport2 | Szent László (volt Dienes László) Gimnázium                         |
| 15 | DAB-székház                                            | 6  | 12, 23, Airport2 | DAB-székház, Bolyai utca                                            |
| 14 | Károlyi Mihály utca                                    | 5  | |                                                                     |

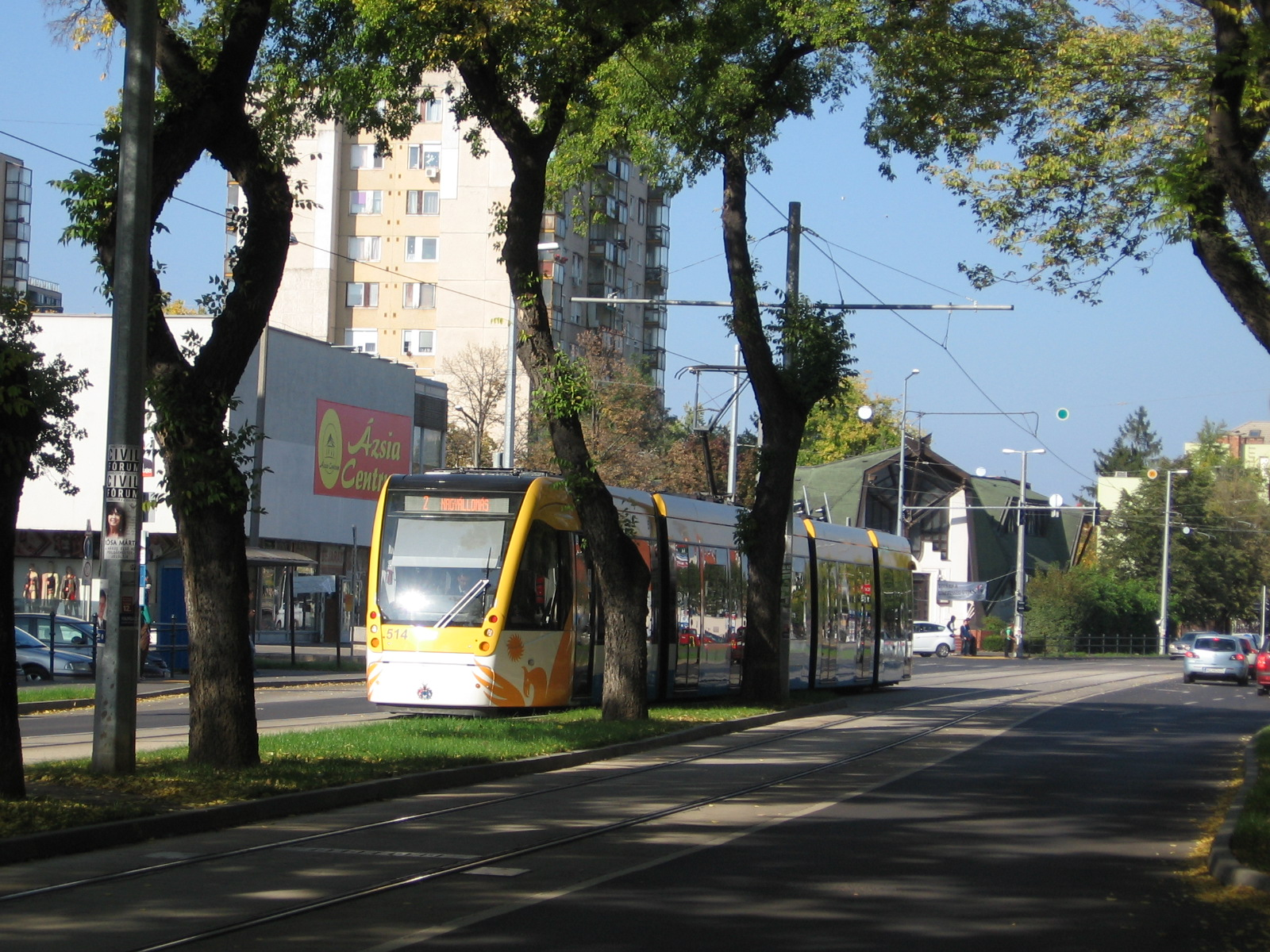
Villamos a Dózsa György utca - Nádor utca határán

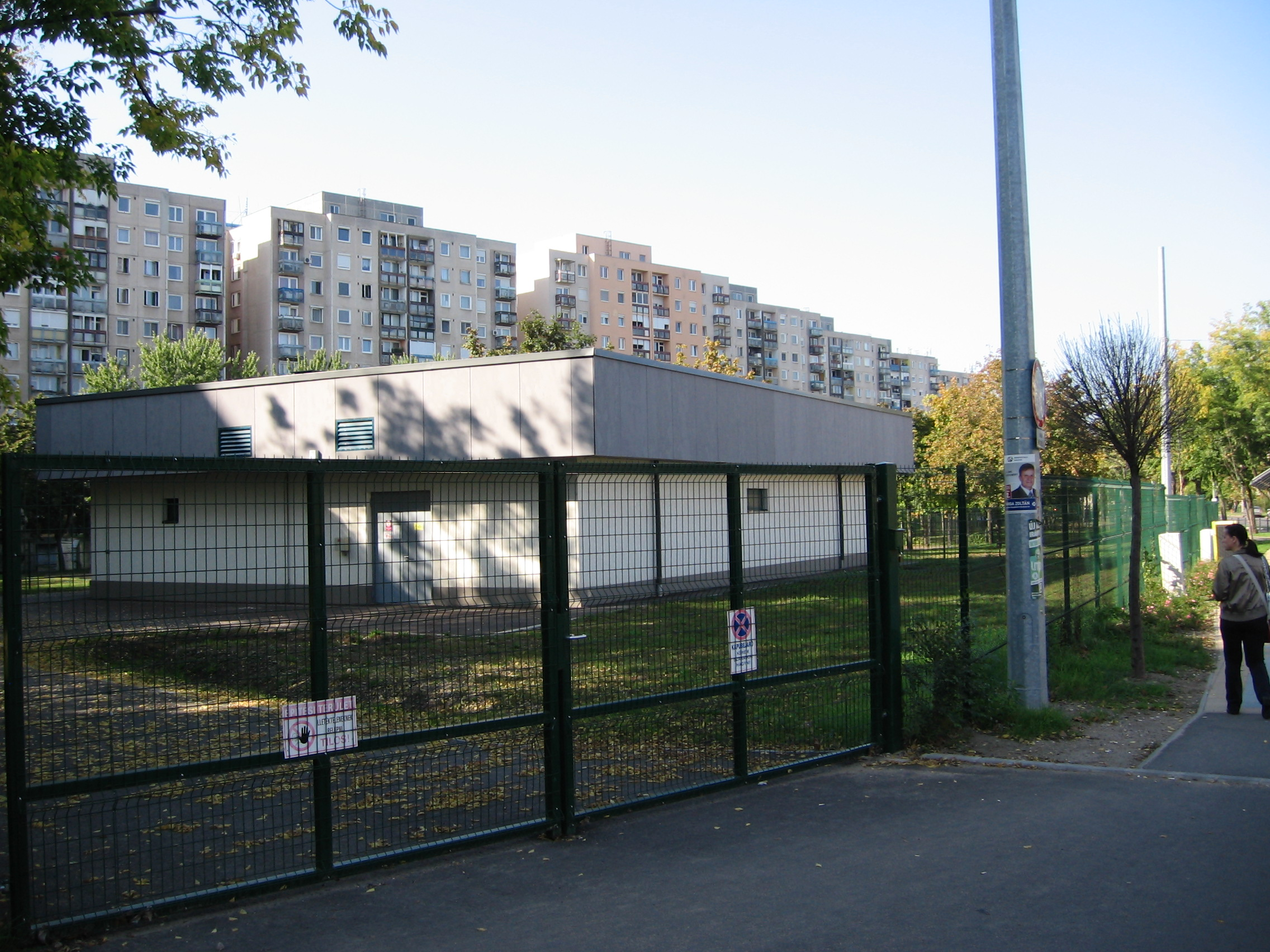
Transzformátorház a Károlyi Mihály utcán

| 18 | Csokonai Vitéz Mihály Gimnázium                        | 4  | 22Y, 24Y, Airport2 | Csokonai Vitéz Mihály Gimnázium                                     |
| 19 | Kartács utca                                           | ∫  | 10, 10A, 10Y, 12, 22, 22Y, 23, 23Y, 24, 24Y, Airport2 |                                                                     |
| ∫  | Görgey utca                                            | 3  | 15, 15G, 15Y, 22, 22Y, 24, 24Y, 34, 35, 35Y, 36 |                                                                     |
| ∫  | Árpád Vezér Általános Iskola (korábban Böszörményi út) | 2  | 10, 10Y, 15, 15G, 15Y, 22, 24, 34, 35, 35E, 35Y, 36, 36E, 36Y, 50 Helyközi buszok | Böszörményi út                                                      |
| 20 | Doberdó utca végállomás                                | 0  | 10, 10A, 10Y, 15, 15G, 15Y, 22, 23, 23Y, 24, 36Y, 50, 51E, Airport2 |                                                                     |

Középperonos megállók:
- Nagyállomás
- Nádor utca

Bal oldal peronos megállók:
- Dózsa György utca
- Csokonai Vitéz Mihály Gimnázium (északnyugati oldal)
- Kartács utca
- Doberdó utca, normál üzemi vágány
- Árpád Vezér Általános Iskola
- Görgey utca

Jobb oldal peronos megállók
- Vásáry István utca
- Szent Anna utca
- Városháza (esőbeálló nélküliek)
- Kossuth tér (esőbeálló nélküliek)
- Kálvin tér
- Hunyadi János utca
- Csemete utca
- Dienes László Gimnázium
- DAB-székház
- Károlyi Mihály utca
- Csokonai Vitéz Mihály Gimnázium (délnyugati oldal)

## Jegykiadó automaták
A villamos megállóiba összesen 10 új jegykiadó automatát vásároltak a 2-es villamos program tartalékkeretéből. Így a 2-es viszonylaton van messze a legtöbb menetjegy vásárlási lehetőség. A készülékeket a biatorbágyi AQUIS IT Services Kft. közel 93 millió forintért szállítja le. A kivitelezést 2014. december 3-án kezdték el. Az automatáknak a tervek szerint 2014 végén már üzemelniük kellett volna, ám a sorozatos hibák miatt végül csak 2015 júliusában adták át őket. A következő megállók kapták az automatákat: Kálvin tér, Hunyadi János utca (ma Kölcsey Központ), Csemete utca, Dózsa György utca, Nádor utca, Dienes László Gimnázium (ma Szent László Gimnázium), DAB-székház, Károlyi Mihály utca, Csokonai Vitéz Mihály Gimnázium és Árpád Vezér Általános Iskola.

## Menetrend
- Hivatalos menetrend
- Egyszerűsített menetrend
- Összevont és egyszerűsített menetrend az 1-es villamossal
- Utazástervező